# Carta da parati

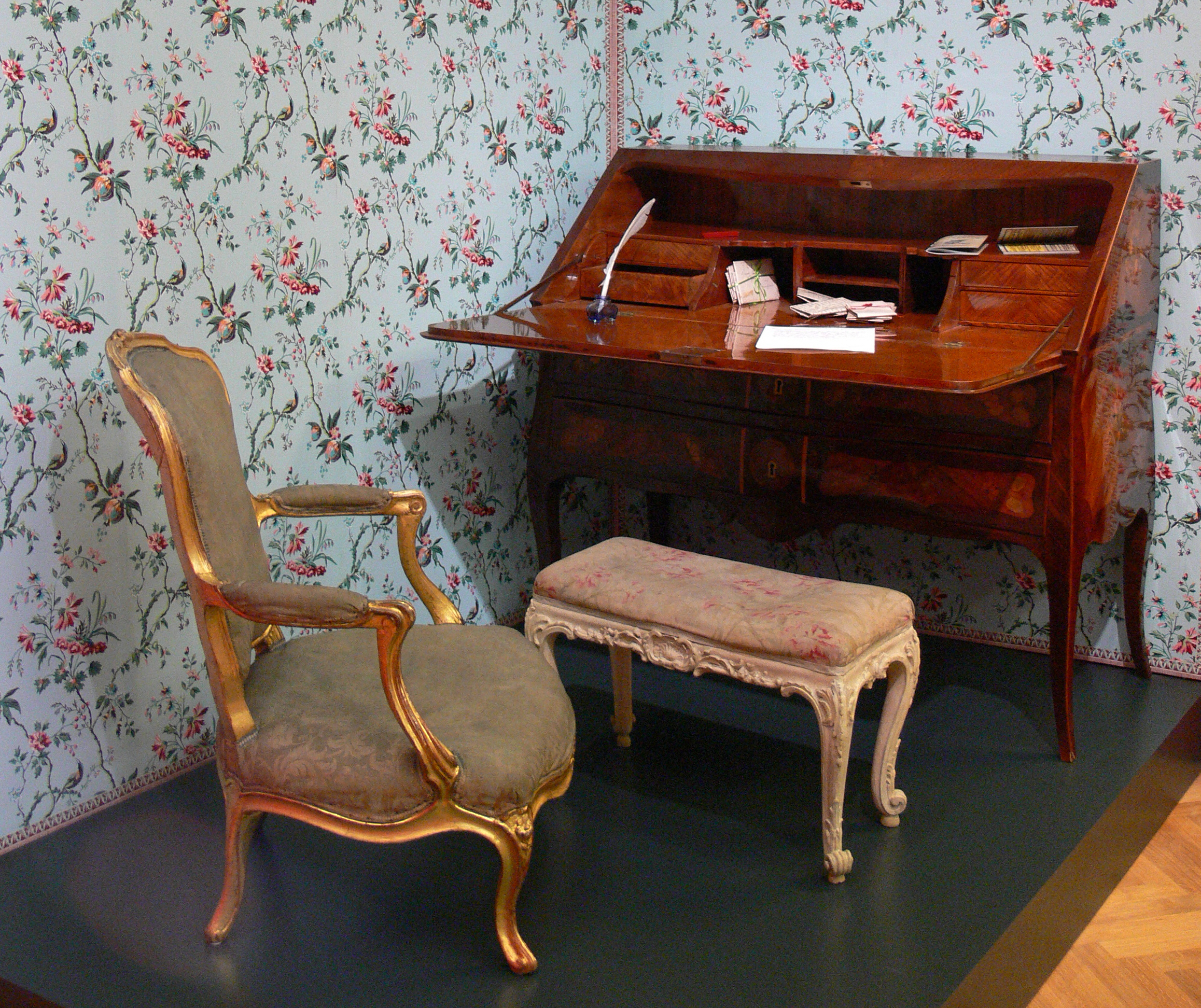
Stanza tappezzata con carta da parati a fiori

La carta da parati è un materiale usato per decorare le pareti interne di edifici privati e pubblici, così come superfici verticali, anche di mobili e accessori. Può essere composta di vari materiali, come lino, cellulosa, PVC, nylon e altre fibre; anche il supporto può essere di diversi tipi.

## Storia
Sin dai tempi più antichi, l'uomo ha sentito la necessità di ornare le pareti (esterne e interne) degli edifici; in tutte le civiltà, poi, le classi più agiate decoravano le pareti delle proprie abitazioni con tendaggi, affreschi, rivestimenti in legno, stucco o cuoio. Durante il Medioevo in Europa si diffuse la tradizione araba degli arazzi, cioè particolari tappeti che ornavano le pareti dei palazzi e dei castelli di tutte le più importanti corti europee; l'arazzo, pertanto, può essere considerato come il più vicino parente della carta da parati.
Verso il XII secolo, durante la rivoluzione commerciale, in Europa si iniziò a importare la carta dalla Cina e col tempo essa divenne un valido sostituto dei costosissimi arazzi, per questo si iniziò l'usanza di dipingerla per poi applicarla alle pareti; l'invenzione della carta da parati come la conosciamo noi oggi, però, è da attribuire al settecentesco incisore su legno francese Jean Papillon il Giovane, in un'epoca dove la decorazione avveniva ancora a mano o utilizzando complicati rulli artigianali. Solo nell'Ottocento, con le più moderne tecniche industriali, il prodotto divenne largamente diffuso e accessibile anche alle classi medie, grazie alla riduzione del suo costo.  Agli inizi del ventesimo secolo la carta da parati diventa uno degli strumenti decorativi più popolari nell'arredo domestico, ritornando allo stesso tempo interessare grandi artisti e designer, fra cui Andy Warhol. Nel corso degli anni è stata oggetto di mode che seguono le correnti artistiche e culturali del periodo, proprio come l'abbigliamento: se tra fine Ottocento e gli inizi del Novecento era il Liberty a influenzare le decorazioni, nel recente passato, soprattutto dal secondo dopoguerra, si è passati a fantasie geometriche dai più svariati colori. Negli anni settanta si ebbe il periodo di maggior diffusione di questa tecnica di rivestimento delle pareti domestiche, anche in Italia dove però attualmente sono poche le aziende di produzione ancora attive: quasi tutte le collezioni, infatti, sono di provenienza europea o extra europea.
Oggi la carta da parati si acquista in rotoli, ciascuno dei quali ha delle misure standard, fissate dall'IGI (normalmente sono larghezza = 0,53 m e lunghezza = 10,05 m), per quanto esistano diverse eccezioni secondo il tipo, il supporto e la materia prima utilizzata.

## Caratteristiche
La carta da parati può essere costituita da materiali differenti:
- in carta - il tipo più diffuso è quello realizzato in cellulosa naturale: è un materiale che dura a lungo e che può essere colorato in tinta unita.
- in vinile - uno strato di carta viene ricoperto da uno in PVC; ciò rende la carta da parati impermeabile, di conseguenza adatta agli ambienti con alta umidità come il bagno o la cucina. Si distingue per la sua buona durabilità e resistenza.
- in TNT[3] (tessuto non tessuto) - è un rivestimento realizzato con tessuti di vario tipo (lino, cotone, seta o iuta), è di facile manutenzione e viene indicata per le superfici lisce di calcestruzzo o per i pannelli di gesso cartonato.
- in fliselina - è un materiale in grado di mascherare piccole imperfezioni; inoltre crea uno strato di isolamento termico, di assorbimento acustico e di permeabilità al vapore[4].
- in fibra di vetro - è un materiale strutturato avanzato in cui componenti con filati speciali molto sottili ottenuti dalla fusione del vetro alla temperatura di 1400 gradi centigradi vengono integrati tra loro per produrre un materiale altamente resistente con caratteristiche superiori dal punto di vista fisico e meccanico diventando più forte, resistente e durevole contro l'umidità, l'acqua, l'usura e l'esposizione agli agenti atmosferici [5].
- in ECO-Tessuto[6] - sono una nuova e sostenibile alternativa alle tradizionali carte da parati in vinile o plastica. Realizzate principalmente con materiali riciclati e biodegradabili, queste carte da parati riducono significativamente l'impatto ambientale e promuovono la sostenibilità.

La carta da parati può essere più costosa della comune tinteggiatura a vernice, tuttavia se è di buona qualità è senza dubbio molto più duratura. Se la superficie è in vinilico, può essere facilmente lavata e smacchiata anche ad alcool. Esistono poi in commercio anche carte da parati con certificazione al fuoco, che vengono utilizzate nelle camere di hotel e nei luoghi pubblici, ma che possono essere utilizzate anche in casa quando si vuole una sicurezza in più in caso di incendio. Per determinare la qualità della carta da parati è utile sapere che ogni collezione riporta i dati tecnici e le caratteristiche del prodotto, con le eventuali certificazioni conseguite, ove esistenti. La carta da parati quindi può essere una scelta estetica, di gusto e anche di praticità. Inoltre esistono le carte da parati in paglia che sono a tutti gli effetti un prodotto naturale e un prodotto ecologico. La carta da parati, oltre a essere utilizzata come elemento decorativo, sta iniziando ad acquisire sempre più importanza anche dal punto di vista del design, arrivando a ispirare e condizionare la scelta di arredi e complementi d'arredo.

## Applicazioni

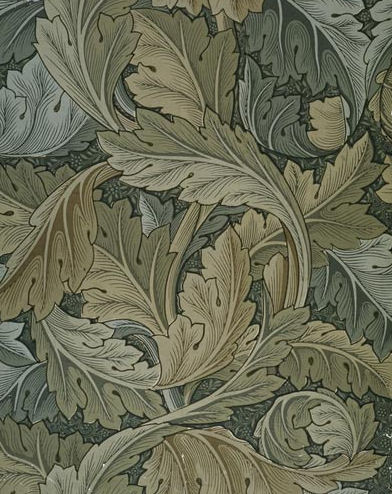
Carta disegnata da William Morris nel 1875

L'applicazione della carta da parati normalmente richiede un professionista tappezziere. Tuttavia, se si ha una buona manualità e si seguono alcuni accorgimenti importanti, può essere posata in autonomia. I punti salienti per una corretta posa in opera sono i seguenti:
- Ripulire la parete su cui si vuole applicare la carta da parati da eventuali carte da parati precedenti, abrasioni o rilievi, rendendola dunque liscia.
- Verificare che la parete abbia un buon aggrappaggio alla colla. Se così non fosse, considerare l'utilizzo du un prodotto specifico come un primer.
- Scegliere la colla in base al peso della carta che si vuole applicare. Di solito sulla confezione della carta da parati ci sono le indicazioni.
- Controllare se esiste un eventuale rapporto nel motivo (ogni quanti centimetri il motivo si ripete).
- Misurare l'altezza della parete, poi tagliare un telo secondo l'altezza richiesta, mantenendo un'eccedenza di qualche centimetro in più.
- Se si sta installando una carta da parati a base di carta, stendere la colla sul telo tagliato e lasciarla riposare per il tempo indicato sul rotolo.
- Se si sta installando invece una carta da parati in Tessuto Non Tessuto (TNT) la colla va stesa direttamente sulla parete.
- Appurare che la striscia di carta da parati sia esattamente verticale (magari con l'ausilio di un filo a piombo) prima di applicarla dall'alto verso il basso.
- Eliminare bolle o piccole pieghe che si possono essere formate utilizzando con delicatezza un rullo per spianare la carta incollata.
- Posizionare ora a fianco un'altra striscia di modo da far combaciare la il motivo.

## Manutenzione e cura della carta da parati
Per garantire la durata e la protezione della carta da parati da eventuali danni e macchie, è essenziale adottare misure preventive. Evitare di spingere i mobili direttamente contro le pareti tappezzate, poiché ciò potrebbe causare sfregamenti dannosi. È consigliabile utilizzare sottobicchieri o sottopentole sotto le bevande per prevenire eventuali fuoriuscite e macchie d'acqua.
È importante spolverare regolarmente la superficie della carta da parati utilizzando un panno in microfibra delicato o uno spolverino per rimuovere polvere e sporco, prevenendo così l'accumulo di detriti e mantenendo l'aspetto della carta da parati. In caso di macchie o sporco leggero, è consigliabile utilizzare una soluzione detergente delicata composta da acqua tiepida e una piccola quantità di detersivo per piatti o specifico per carta da parati. È fondamentale testare preliminarmente questa soluzione su una piccola area nascosta della carta da parati per verificarne l'efficacia senza rischi di danni o decolorazione. Evitare l'uso di detergenti aggressivi, prodotti chimici abrasivi o spugne abrasive, in quanto potrebbero danneggiare la superficie e causare decolorazione della carta da parati.